# Bottle Cap Challenge
Bottle Cap Challenge (deutsch etwa ‚Schraubverschluss-Herausforderung‘) ist ein Internetphänomen, das Mitte 2019 auftauchte. Dabei werden Videos in den sozialen Medien veröffentlicht, in denen der Schraubverschluss einer Flasche per Fuß mit einem Roundhouse-Kick von der Flasche gedreht wird.

## Geschichte
Am 25. Juni 2019 postete der kasachische Taekwondo-Lehrer Farabi Davletchin (@farakicks, Master Fa) ein 18-Sekunden-Video auf Instagram, in dem er den Trick erstmals zeigte.
Es folgte eine Kette prominenter Personen, die ebenfalls Videos ihres Erfolgs bei der Challenge veröffentlichten und dann auch andere Prominente herausforderten:
- Modedesigner Errolson Hugh
- Martial-Arts-Kämpfer Max Holloway
- Musiker John Mayer, von Max Holloway herausgefordert
- Schauspieler Jason Statham, von John Mayer herausgefordert
- Regisseur Guy Ritchie, von Jason Statham herausgefordert

Die Challenge verbreitete sich viral, die Zugriffsraten einzelner Videos stiegen in den Millionenbereich. Bei Instagram gab es unter dem Hashtag #bottlecapchallenge bald tausende von Teilnehmern.
Auch deutsche Prominente beteiligten sich an der Herausforderung. Mit der Zeit erschienen auch Variationen, etwa von Mariah Carey, die den Verschluss mit ihrer Stimme „wegsang“, oder von Kendall Jenner, die auf einen Jet-Ski an die Flasche heranfuhr.
Aus anderen Quellen wissen wir, dass diese Challenge bereits 2018 von dem russischen Kickboxer Khachatur Malkhasyan, Video auf Instagram, durchgeführt wurde.